# 马来亚铁道61型内燃动车组
61型内燃动车组是马来亚铁道的内燃动车组车型之一，由中华人民共和国的中车株洲电力机车设计制造，自2021年开始运用于东海岸铁路线至西海岸铁路线南部未电气化区段的城际列车服务。

## 发展历史

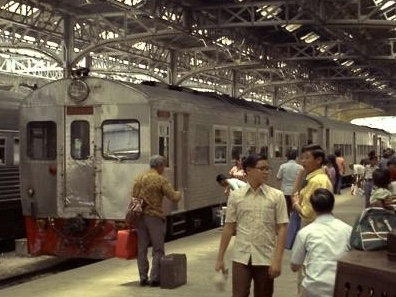
1960至1970年代使用的日立製作所和汽車製造制造的28型轨道车

马来亚铁道在早期便有开发内燃动车组的想法。1960年，该公司在短途服务中运营柴油轨道车。直到1970年代中期，轨道车以多单元形式运行，当时它们被改装成拖车，并与传统的内燃机车相结合。在1980年代，马来亚铁道订购了类似服务的铁路巴士，但这些服务在1990年代结束。由于马来亚铁道通勤铁路的电力动车组数量短缺，因此曾有计划收购二手内燃动车组来弥补空缺，而最终马来亚铁道选择订购新的92型电力动车组。
2015 年，根据《商业时报》的报道称，马来亚铁道与Majestic Engineering签署了内燃动车组协议，其中内燃动车组将由中国中车提供。马来亚铁道于2016年证实此事，并指其速度将高于机车牵引列车2017年，马来亚铁道正式宣布从中车订购13台内燃动车组和9组电力动车组。这些列车由中车株洲电力机车于2018年至2020年建造，专为东海岸非电气化线路打造。前两台是在中国株洲的中国中车工厂制造的，其余十一台则是在马来西亚华都牙也的中国中车工厂制造的。
原本这些列车预计将于2020年10月1日在从金马士至新山中央车站的Ekspres Selatan投入服务，因可在订票网站预览新列车的座位安排，不过最终并没有改用新列车。在投入使用时，由于其100公里/小时的运行速度高于现有列车的平均速度（50-60公里/小时），这将缩短行程时间。马来亚铁道于2021年4月11日举行了新列车的启动仪式，为道北、话望生和瓜拉立卑之间运行的内燃动车组服务揭幕。一旦轨道修复和车站设施升级完成，它们最终将被运用于整个东海岸铁路线。，

## 技术特点
61型内燃动车组的设计最高速度为140公里/小时，预计运行速度可达120公里/小时。它们配备了用于存储制动能量的石墨烯超级电容器和两个MAN电源组。柴油发动机可以更换为燃料电池，以实现零排放运行。列车也配备了用于位置检测的无线列车跟踪器工具。由于列车用于站台高度较低的马来亚铁道旧有区段，列车搭配高度较低、宽度较宽的可伸缩蹬车梯，可适应各种站台需求。
列车车体本身也符合欧洲EN15227耐撞性标准。列车也配备数字乘客信息系统、祈祷室和小型餐吧区。13列中有9列将有三分之一的车辆作为包裹间，专门用于运送包裹，并具有类似通勤铁路列车的座椅，即横向和纵向座椅布局的组合。此类列车适用于区域服务，如东方班车（Shuttle Timur）服务。其余四套则采用“2+2”的横向座位布置方式，适合长途旅行。